# Félix (football, 1937)
Pour les articles homonymes, voir Félix et Miéli.
Félix Miélli Venerando, plus connu sous le nom de Félix, né le 24 décembre 1937 à São Paulo et mort le 24 août 2012 dans la même ville, est un footballeur brésilien.
Il est le gardien de but de la fameuse équipe du Brésil qui remporte la Coupe du monde de football de 1970 au Mexique. Il réalise par ailleurs l'essentiel de sa carrière professionnelle dans les clubs de Portuguesa et de Fluminense, avec lequel il remporte de nombreux titres dans les années 1970.

## Carrière de joueur

### En club
Félix Miéli Venerando commence le football au Nacional de São Paulo (pt) et signe son premier contrat professionnel avec le Clube Atlético Juventus, en 1951. Il fait ses débuts avec les Moleque travesso à quinze ans seulement et y évolue pendant trois saisons. Il s'engage avec le Portuguesa de Desportos le 23 juillet 1955. Mais barré par le vétéran Cabeção, il ne joue son premier match que le 26 mars 1956, lors du traditionnel tournoi de Rio-São Paulo ouvert exceptionnellement à l'international. C'est une victoire face au club argentin des Newell's Old Boys (2-1). Félix est ensuite prêté en 1957 à son club formateur, le Nacional, où il achève sa formation.
À la fin de l'année 1960, Félix fait son retour en équipe première du Portuguesa, à la demande de l'entraîneur Nena. Quatre ans après son recrutement, il devient enfin titulaire, et le reste jusqu'à sa mise en concurrence avec Orlando en 1964. Il a pour coéquipiers Ivair Ferreira (en) et Henrique Frade (en) notamment. Ses performances lui permettent de faire ses débuts en sélection nationale fin 1965. Il participe à son dernier match avec Portuguesa le 3 mars 1968 et signe le 20 juillet pour Fluminense, un des plus grands clubs de Rio de Janeiro, en échange d'une indemnité de 150 000 cruseiros.
Avec le Flu, il remporte le championnat de l'État de Rio de Janeiro à cinq reprises, en 1969, 1971, 1973, 1975 et 1976, ainsi qu'en 1970 (en) le Tournoi Roberto Gomes Pedrosa, qui devient le championnat du Brésil l'année suivante. Félix reste fidèle à Fluminense jusqu'à l'arrêt de sa carrière sportive en janvier 1976, forcée par le diagnostic d'une calcification de l'épaule.
Pendant sa carrière, son surnom était papel en français : « papier », en référence à sa finesse et ses sauts spectaculaires.

### En équipe nationale

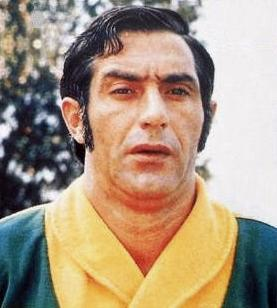
Félix Miéli Venerando en 1970.

Félix dispute un total de 48 matchs (dont 9 non officiels) avec l'équipe du Brésil, avec laquelle il fait ses débuts le 22 novembre 1965 contre la Hongrie,, au sein d'une sélection composée de joueurs de São Paulo uniquement.
Il remporte la Copa Rio Branco contre l'Uruguay en 1967, et surtout la troisième Coupe du monde de son pays en 1970. Dans cette compétition, dont il joue six matchs pour sept buts encaissés, il effectue d'importants arrêts, notamment lors d'un match serré face à l'Angleterre. Alors que le score est encore vierge douze minutes avant la fin de la première mi-temps, il dévie une frappe de Francis Lee sur le poteau qui revient sur l'attaquant anglais. Alors qu'il s'apprête à tirer, Félix s'élance sur la balle et Lee n'a pas d'autre choix que de tirer dans le visage du gardien brésilien, ce qui vaut au Britannique un carton jaune. En demi-finale, il effectue une prestation qui pour beaucoup sera considérée comme la raison de la victoire du Brésil face à l'Uruguay. À la 85e minute de jeu, le score étant de 2-1, l'attaquant uruguayen Luis Cubilla s'élance vers le côté gauche de la cage. Il tente un tir croisé à mi-hauteur mais Félix parvient à dévier la balle de la paume. Quelques minutes plus tard, Rivelino marque le but du 3-1 qui envoie définitivement le Brésil en finale face à l'Italie. Le Brésil remporte la finale par 4 buts à 1. Alors que sa place en sélection était contestée avant la compétition, il revient au Brésil en héros.

### Reconversion
De 1977 à 1980, Félix intègre l'équipe technique de Fluminense comme entraîneur des gardiens de buts. En 1982, il est nommé entraîneur d'Avaí FC, un club basé dans l'État de Santa Catarina. Il ne dirige que 18 matchs (dont six victoires).
Il quitte ensuite le monde du football professionnel et devient directeur commercial en entreprise. En 2007, il est brièvement directeur technique de l'Inter de Limeira, situé dans l’État de São Paulo. Il meurt en 2012 à São Paulo, sa ville natale.

## Palmarès
En club
- Fluminense
  - Champion du Brésil en 1970
  - Champion de l'État de Rio de Janeiro en 1971, 1973, 1975 et 1976

En équipe nationale
- Vainqueur de la Coupe du monde 1970
- Vainqueur de la Copa Rio Branco en 1967 et 1968
- Vainqueur de la Copa Roca en 1971